# Йозеф Хлоупек
Йозеф Хлоупек (нім. Josef Chloupek, 22 квітня 1908, Відень — 11 січня 1974) — австрійський футболіст, що грав на позиції півзахисника. Відомий виступами, зокрема, у складі клубів «Флорідсдорфер», «Марсель», а також збірної Австрії. Старший брат футболіста Франца Хлоупека

## Клубна кар'єра
З 1927 і по 1931 рік виступав у складі клубу «Флорідсдорфер». Найвищим результатом у чемпіонаті, якого досягла команда в цей час було 5 місце у 1928 і 1929 роках. У кубку Австрії у складі «Флорідсдорфера» був півфіналістом у 1928 році, поступившись «Адмірі» (0:2).
В 1931—1933 роках виступав у Швейцарії в клубі «Цюрих». В чемпіонаті Швейцарії 1932 року клуб Хлоупек виграв Групу 1 і вийшов до фінального турніру для чотирьох команд. «Цюрих» і «Лозанна» набрали однакому кількість очок і для визначення чемпіона був призначений додатковий матч між цими суперниками, що відбувся 3 липня 1932 року. «Цюрих» поступився з рахунком 2:5 і залишився срібним призером чемпіонату. Чемпіонат 1933/34 провів у двох командах — «Базелі» і «Лугано».
У сезоні 1934/35 виступав у команді «Марсель», де тренером працював австрієць Вінценц Діттріх. Зіграв у складі клубу 9 матчів — 8 у чемпіонаті і 1 у кубку Франції, переможцем якого став «Марсель».
У сезоні 1935/36 повернувся у команду «Флорідсдорфер». Також грав у клубах Вінер Шпорт-Клуб і «Дюрнкрут». З «Вінером» був фіналістом кубка Австрії в 1937 році. В складі «Дюрнкрута» був граючим тренером.

## Виступи за збірну
У складі збірної Австрії дебютував 1928 року у поєдинку зі збірною Чехословаччини (0:1). Ще один матч зіграв у 1931 році.
Також виступав у складі збірної Відня. Дебютував у 1929 році поєдинку проти збірної Загреба (2:1). Також грав у 1930 році проти команди Угорщина-Б (2:2) і у 1931 році також проти Загреба (1:1).
| Дата       | Місто  | Господарі | Результат | Гості          | Турнір                             | Голи | Примітки |
| ---------- | ------ | --------- | --------- | -------------- | ---------------------------------- | ---- | -------- |
| 01/04/1928 | Відень | Австрія   | 0 – 1     | Чехословаччина | Кубок Центральної Європи 1927—1930 | -    |          |
| 16/06/1931 | Відень | Австрія   | 2 – 0     | Швейцарія      | товариський матч                   | -    |          |
| Усього     |        | Матчів    | 2         |                | Голів                              | 0    |          |